# Megan Nicole
Megan Nicole Flores (* 1. September 1993 in Houston, Texas), allgemein bekannt als Megan Nicole, ist eine amerikanische Singer-Songwriterin, Schauspielerin und Model, die seit 2009 einen YouTube-Kanal betreibt.

## Leben
Megan Nicole ist im texanischen Houston geboren und wuchs in Katy, Texas auf. Als sie 10 war, kaufte ihr Vater ihr eine Karaoke-Maschine, wodurch ihr Interesse an Musik erweckt wurde. Weiterhin sang sie zunächst im Kirchenchor und während ihrer Highschool-Zeit in einer kirchlichen Band. Am 1. Juli 2017 heiratete sie ihren langjährigen Freund Cooper Green.

## Karriere
2009 lud Nicole ihr erstes Video auf YouTube hoch, ein Cover des Liedes Use Somebody von den Kings of Leon. Es folgten viele weitere Cover, unter anderem von Bruno Mars, Katy Perry, Justin Bieber, Miley Cyrus, Taylor Swift, Selena Gomez und Lorde. Sie arbeitete mit anderen YouTube-Künstlern zusammen, beispielsweise Tiffany Alvord, Alyssa Bernal, Madilyn Bailey, Tyler Ward, Dave Days, Conor Maynard und Lindsey Stirling.
Ihr erstes eigenes Lied B-e-a-utiful wurde am 15. Juli 2011 veröffentlicht. Dieses wurde von Megan Nicole zusammen mit Lairs Johnston, Stephen Folden und Tom Mgrdichian geschrieben, und wurde in den ersten zwei Tagen eine Million Mal angesehen.
Im August 2012 unterschrieb Nicole einen Plattenvertrag mit Bad Boy Records. Im September 2012 kam sie auf Platz 29 der Billboard Social 50 Charts.
Bis zum April 2014 hatte ihr YouTube-Kanal bereits 1,5 Millionen Abonnenten und 350 Millionen Videoaufrufe. Sie trat auf der Pre-Show Party für die Radio Disney Music Awards 2014 auf.
Sie absolvierte Auftritte in verschiedenen Ländern auf, darunter auch in Deutschland.
Am 19. August 2014 erschien ihre Single Electrified, das zugehörige Musikvideo, welches im Stil der 80er Jahre gehalten ist, feierte seine Premiere am 16. September 2014 auf People.com. Ihr Debütalbum Escape erschien am 14. Oktober 2014 und enthält neben Electrified noch vier weitere Lieder die von Nicole mit Mgrdichian geschrieben wurden. Des Weiteren gehört Nicole zu den Gewinnern der YouTube Music Awards 2015.
Nicole spielte im Film Summer Forever die Hauptrolle der Sydney an der Seite von Alyson Stoner und Anna Grace Barlow. Dieser wurde am 4. September 2015 per Video-on-Demand veröffentlicht.
In der Netflix-Cartoonserie Popples leiht sie der Figur Squeaky Pop ihre Stimme.
2016 veröffentlichte sie mit Mascara ein weiteres eigenes Lied, das als „ultimativer fröhlicher Schlussmach-Song“ beschrieben wird.

## Diskografie

### EPs
- 2014: Escape
- 2018: My Kind of Party

### Singles
- 2011: B-e-a-utiful
- 2013: Summer Forever
- 2014: Never Wanna Let You Go
- 2014: Never Have I Ever
- 2014: Electrified
- 2014: Fun
- 2014: Escape
- 2015: Look at Watcha Done
- 2015: Into the Fire
- 2015: Silver Medal
- 2015: Safe with Me
- 2015: Fever
- 2016: Mascara
- 2016: Play it cool

## Filmografie
- 2014: 10 Days of Megan Nicole (Webserie, 10 Folgen)
- 2014: Let’s Be Friends with Megan Nicole (Webserie, 5 Folgen)
- 2015: Summer Forever
- 2016: Popples (Fernsehserie, Stimme)
- 2016: Roommates (Webserie, 8 Folgen)
- 2017: Versus (Fernsehserie, 6 Folgen)
- 2020: Emerson Heights